# ニュース22
ニュース22は、ラジオ関西で放送されていた夜10時のラジオのローカルニュース番組である。放送期間は、1994年4月～2000年3月。なお、1987年10月～1988年9月にTBSテレビほかJNN系列で放送されていたテレビのネットニュース番組「ニュース22 プライムタイム」とは無関係である。さらに、後半のコーナーは、数年で変えていくが、ラジオ関西の1994年4月の月間番組表によると、
- ニュース
- スポーツ
- 天気予報
- 世界の街角から（三共）

という形になっており、30分番組という短い放送時間のため、コーナーは全部シンプルなものだった。
なお、金曜日の夜10時～深夜0時30分まで「青春ラジメニア」を放送していた頃はワイド番組内包コーナーとして扱われていた。